# Myrcia abrantea
Myrcia abrantea är en myrtenväxtart som först beskrevs av Otto Karl Berg, och fick sitt nu gällande namn av E.Lucas och Marcos Sobral. Myrcia abrantea ingår i släktet Myrcia och familjen myrtenväxter. Inga underarter finns listade i Catalogue of Life.